# Ruarinho
Ruarinho, właśc. Rubens Ruaro (ur. 11 listopada 1928, zm. 30 października 1986) – piłkarz brazylijski, występujący na pozycji pomocnika.

## Kariera klubowa
Podczas kariery piłkarskiej Ruarinho SC Internacional, Botafogo FR, SE Palmeiras i São Cristóvão Rio de Janeiro. Z Internacionalem zdobył mistrzostwo stanu Rio Grande do Sul – Campeonato Gaúcho w 1950 roku.

## Kariera reprezentacyjna
W 1952 roku Ruarinho został powołany do reprezentacji Brazylii na Mistrzostwa Panamerykańskie, które Brazylia wygrała. Na turnieju w Chile był rezerwowym i nie wystąpił w żadnym meczu. Nigdy nie zdołał zadebiutować w reprezentacji.